# Vapordotto

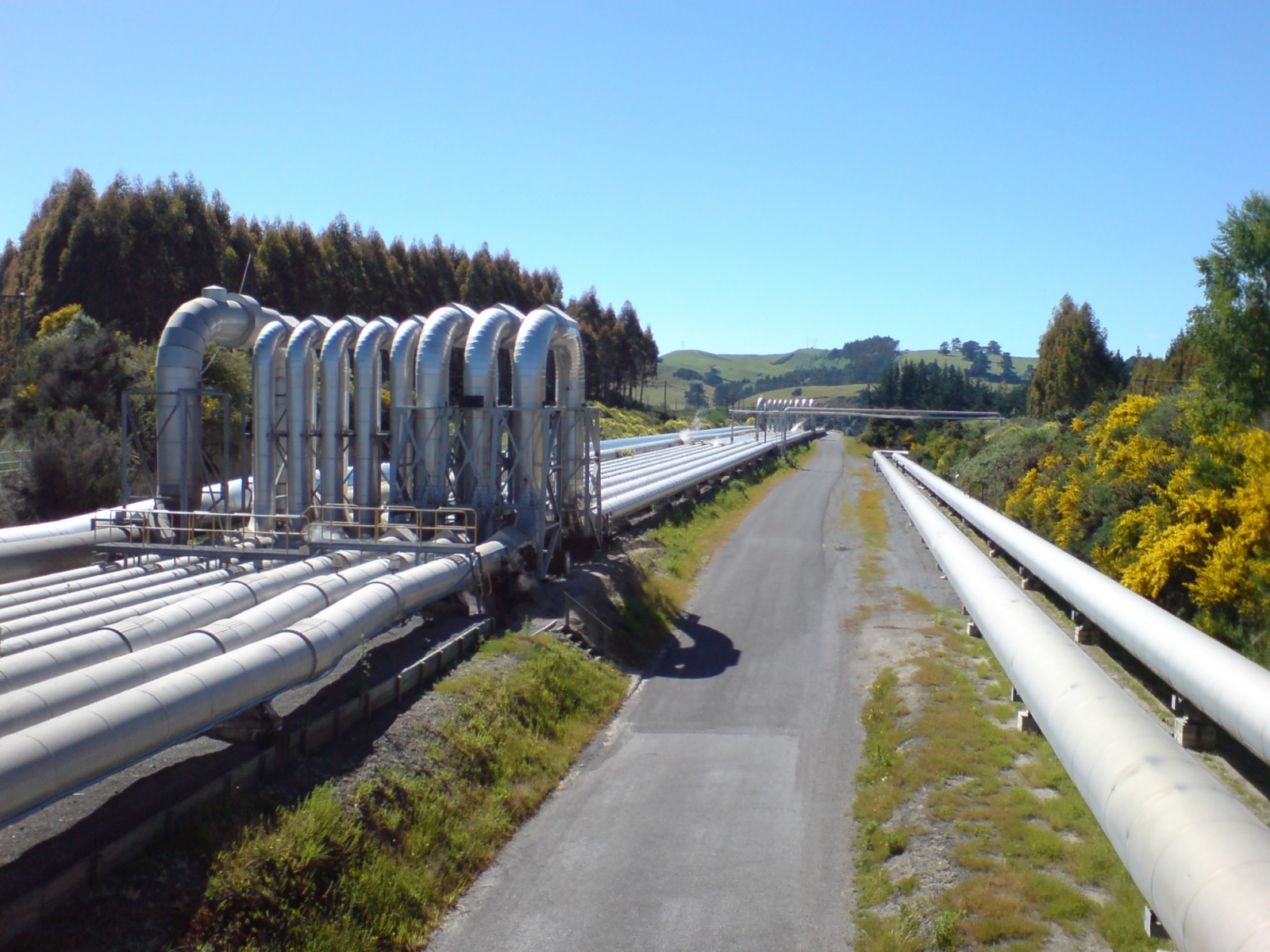
Vapordotti diretti alla centrale del Lago Taupo (Nuova Zelanda)

Il termine vapordotto indica le tubazioni d'acciaio inossidabile austenico resistente alla corrosione, che potrebbe essere indotta dalla possibile presenza di tracce di idrogeno solforato e cloruri nel vapore, inoltre è coibentato, per minimizzare la perdita di calore.
Il vapordotto viene utilizzato per trasportare il vapore erogato dai pozzi geotermici fino alla centrale geotermoelettrica dove il vapore viene utilizzato per produrre corrente elettrica.
In Italia vi sono circa 480 km di vapordotti, distribuiti nell'area geotermica toscana.